# Staszic (Dąbrowa Górnicza)
Staszic (w latach 1939 - 1945 Dombrowa O.-S. Neue Kolonie) – osiedle w Dąbrowie Górniczej, przylegające do dzielnic Centrum i Reden, od południa graniczące z miastem Sosnowiec (dzielnica Zagórze). Od wschodu otacza go las, a od północy droga krajowa nr 94. 

## Historia
Rozróżnia się Stary i Nowy Staszic, obie nazwy pochodzą od nieistniejącej kopalni. Stary Staszic stanowi zwartą zabudowę domów indywidualnych w obrębie nieistniejącej już Huty Szkła Gospodarczego im. Stanisława Staszica (jako jedyna w Polsce produkująca balony szklane) i Spółdzielni Usług Transportowych. Nowy Staszic to wielouliczna zabudowa willowa, powstała w 1933 r. według planów Zygmunta Cieplaka i Cezarego Uthke (jedna z ulic na Staszicu nosi jego imię). Osiedle stworzono dla inteligencji Dąbrowy Górniczej, głównie pracujących na tych terenach inżynierów górnictwa i hutnictwa, przedstawicieli wolnych zawodów oraz urzędników. 
Każdy dom posiadał przydomowy ogródek, a działki budowlane miały po 1000-1100 m². Metraż budynku zbliżał je do zabudowy willowej (średnio 110 m²). Działki wyposażono we wszystkie instalacje sanitarne i wodno-kanalizacyjne oraz energię elektryczną.

## Obecnie
Obecnie oprócz domów pochodzących z dawnej kolonii powstało wiele nowych budynków jednorodzinnych, głównie w latach 1960/70. Po drugiej stronie drogi nr 94 znajduje się hipermarket Auchan, ogródki działkowe oraz kościół pw. Chrystusa Króla. Przy kościele rośnie wiąz szypułkowy uznany za pomnik przyrody.